# 2192 Pyatigoriya
2192 Pyatigoriya је астероид главног астероидног појаса. Приближан пречник астероида је 31,6 ,
а средња удаљеност астероида од Сунца износи 3,140 астрономских јединица (АЈ).
Инклинација (нагиб) орбите у односу на раван еклиптике је 9,757 степени, а орбитални период износи 2033,286 дана (5,566 година). Ексцентрицитет орбите астероида износи 0,076.
Апсолутна магнитуда астероида износи 11,3 а геометријски албедо 0,053.
Астероид је откривен . 1959. године.